# Anna Tatangelo

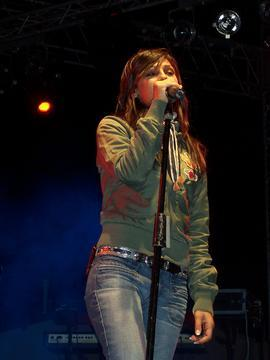
Anna Tatangelo

Anna Tatangelo, född den 9 januari 1987, är en italiensk sångerska.
Anna Tatangelo föddes i Sora i provinsen Frosinone i regionen Lazio. Hon har två äldre bröder, Maurizio och Giuseppe, samt en äldre syster, Silvia. Anna Tatangelo är för närvarande bosatt i Rom tillsammans med den napoletanske artisten Gigi D'Alessio.

## Diskografi

### Album
- Nel mondo delle donne (2008)
- Mai dire mai (nyutgåva) (2008)
- Mai dire mai (2007)
- Raggazza di periferia (nyutgåva) (2006)
- Ragazza di periferia (2005)
- Attimo x attimo (2003)

### Singlar
- Bastardo (2011)
- Rose Spezzate (2009)
- Profumo di mamma (2008)
- Mai dire mai (2008)
- Il mio amico (2008)
- Lo so che finirà (2007)
- Averti qui (2007)
- Colpo di fulmine (2006)
- Essere una donna (2006)
- Qualcosa di te (2005)
- Quando due si lasciano (2005)
- Ragazza di periferia (2005)
- L'amore piu grande che c'è (2004)
- Corri (2003)
- Volere volare (2003)
- Un nuovo bacio (2002)
- Doppiamente fragili (2002)

### Duetter
- Sarai (2008, med Gigi D'Alessio)
- Il mio amico (2008, med Michael Bolton)
- Il mondo è mio (2004, med Gigi D'Alessio)
- Volere volare (2003, med Federico Stragà)
- Un nuovo bacio (2002, med Gigi D'Alessio)